# Aliança francomongola

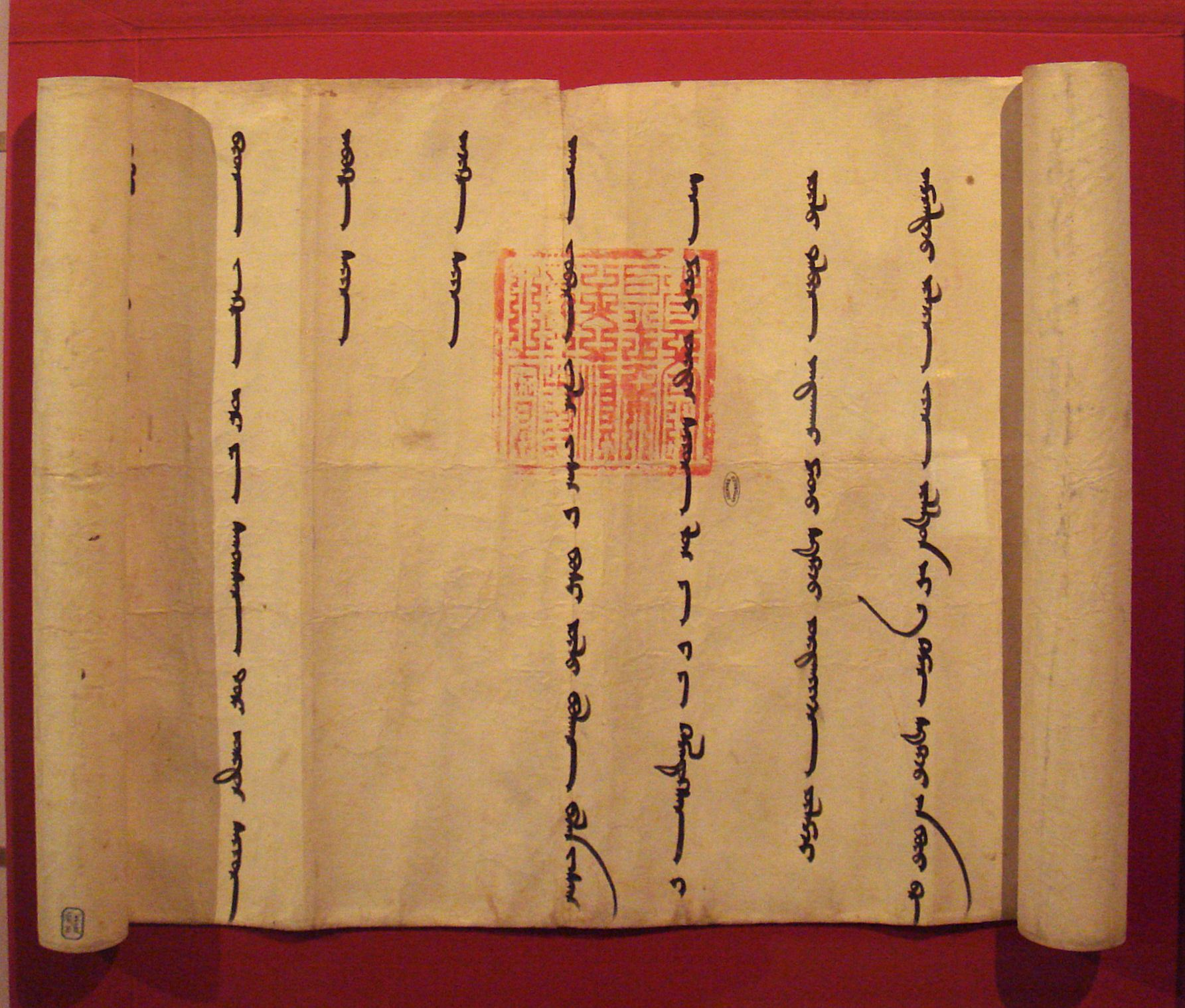
Carta enviada per l'il-kan mongol Öljaitü al rei Felip IV de França el 1305 per proposar-li una col·laboració militar

Els croats francs i l'Imperi Mongol feren diversos intents de teixir una aliança francomongola contra el seu enemic comú, els califats islàmics, durant el segle xiii. Una coalició entre aquests dos actors era d'una lògica evident, car a la cort mongola hi havia una munió de cristians nestorians influents que havien generat simpatia pel cristianisme entre els mongols. Els francs (tant d'Europa Occidental com dels estats croats del Llevant) eren receptius a la idea de cercar suport a Orient, en part a causa de la llegenda del Preste Joan, el rei oriental d'un regne oriental que, segons deia la creença popular, un dia vindria en auxili dels croats a Terra Santa. A més a més, tant els francs com els mongols estaven enfrontats amb els musulmans. Tanmateix, les negociacions mai no arribaren a bon port tot i el gran nombre de missatges, obsequis i emissaris intercanviats entre els uns i els altres.
Pocs d'aquests intents van resultar concretats, tot i que hi va haver unes poques accions militars coordinades. Els èxits més importants van ocórrer el 1260, quan gairebé tots els estats musulmans a Síria van ser conquerits per les forces mongoles, del Regne d'Armènia Menor, el principat d'Antioquia i el Comtat de Trípoli. Per motius interns els mongols es van haver de retirar i els croats van signar un tractat de pau amb els mamelucs, permetent-los obtenir un dels seus grans èxits davant els mongols a la batalla d'Ayn Jalut.
Els mongols van envair Síria un altre cop entre 1281 i 1312, de vegades en aliança amb els cristians que no saber van aprofitar l'oportunitat, enviant les seves forces mesos després, dificultant accions en conjunt. Al final, els intents d'aliança van donar poc fruit, i tot va acabar amb la conquesta dels mamelucs de tota Palestina i l'evacuació el 1303 dels mongols i francs de Síria i Palestina.

## Cristianisme entre els mongols

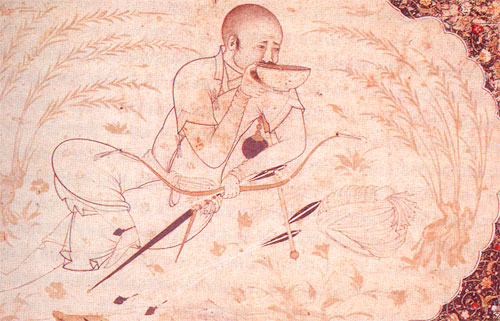
L'il-kan Hulagu, aliat dels cristians

Generalment, els mongols van ser tolerants amb gairebé totes les religions, i normalment practicaven diverses religions al mateix temps, encara que durant el segle xiii el xamanisme, el budisme i el cristianisme eren les més populars. Quan Temüjin, un xamanista que més tard seria coronat com Genguis Kan, va signar el Conveni de Bajluna amb 17 de les seves companyies, diverses d'elles eren cristianes. Diverses tribus mongoles, com la de kerait, la merkit i la naiman eren cristianes nestorianes. Tots els fills de Genguis Kan van tenir esposes cristianes, que quan els homes eren lluny de Mongòlia combatent, prenien el comandament de l'imperi. Sota Mongka, un net de Genguis Kan, la principal influència religiosa l'exercien els nestorians. Mongka probablement va rebre el baptisme d'un sacerdot armeni, encara que ell era budista.
Altres mongols, com Berke, un altre net de Genguis Kan, afavorien l'islam, causant guerres amb altres kanats mongols. No obstant això, al segle xiii l'Il-kanat tenia excel·lents relacions amb els cristians. Un altre net de Genguis Kan anomenat Hulagu, encara que era xamanista, sempre va ser tolerant amb els cristians, ja que la seva mare, la seva dona, i diversos dels seus més propers col·laboradors eren cristians. Quan va envair Síria, Hulagu va acceptar la petició de la seva dona, que li va demanar que no ataqués els cristians. Les aliances matrimonials amb les potències europees també van tenir lloc, el 1265 el fill de Hulagu, Abaqa, que era budista, es va casar amb Maria Paleòloga, filla de l'emperador romà d'Orient Miquel VIII Paleòleg.

## Primers contactes (1209-1244)

Genguis Kan (1162-1227).

Entre els europeus, hi havia hagut rumors que un gran aliat cristià vindria «d'Orient». Aquests rumors circulaven en temps de la Cinquena Croada, i van cobrar popularitat després de la derrota dels cristians. Això va resultar en la creació d'una figura llegendària coneguda com a Preste Joan. La llegenda va créixer quan persones que van venir del llunyà orient van ser rebudes amb honors pensant que eren els herois cristians que vindrien a salvar la cristiandat. Per exemple, el 1210 van arribar a Europa notícies de les batalles del mongol Kuchlug, líder de la cristiana tribu Naiman, contra el poderós Imperi corasmi. A Europa, circulaven rumors que Kuchlug era el mític Preste Joan, i que estava combatent als musulmans a l'est.
Durant la Cinquena Croada, després d'un breu control de la ciutat, mentre els croats fracassaven en el setge de Damiata el 1221, els rumors del Preste Joan reapareixien amb les notícies de les Invasions de Pèrsia i Transoxiana per Genguis Kan, que seria el Preste Joan o un dels seus descendents. Fins i tot el papa Honori III declararia el 1224: «forces d'Orient venen per salvar Terra Santa».
El 1120, els mongols van envair Pèrsia, destruint l'Imperi corasmi (part de les tropes supervivents es van traslladar a Egipte, prenent en el camí, Jerusalem als cristians). Però Genguis Kan va tornar a Mongòlia, i Pèrsia va ser reconquerida pels musulmans. El 1231, una armada mongola molt més gran va arribar a Pèrsia sota el comandament del general Chormaqan, que va governar Pèrsia de 1231 a 1241. El 1242, Baichu va envair el Regne seljúcida governat per Kaikosru. La conquesta mongola va ser vista com molt positiva, ja que havien eliminat a un enemic de la cristiandat.
Genguis Kan va morir el 1227, i el seu Imperi va ser dividit en quatre kanats, per als seus quatre fills. La secció nord, coneguda com a Horda d'Or va començar a envair Europa via Polònia i Hongria. La secció sud-oest, coneguda com Il-kanat, sota el comandament de Hulagu Kan, va continuar avançant cap a Pèrsia i Terra Santa. Geòrgia, que era un regne cristià, va ser atacada diverses vegades començant el 1220, i el 1243 la reina Russudan es va rendir oficialment als mongols, convertint Geòrgia en un Estat vassall. Aquesta va ser una pràctica comuna de l'Imperi Mongol: quan conquerien nous territoris, absorbien a la població i als guerrers a l'armada mongola, que després usarien per expandir l'Imperi.

## Contactes del papa amb els mongols

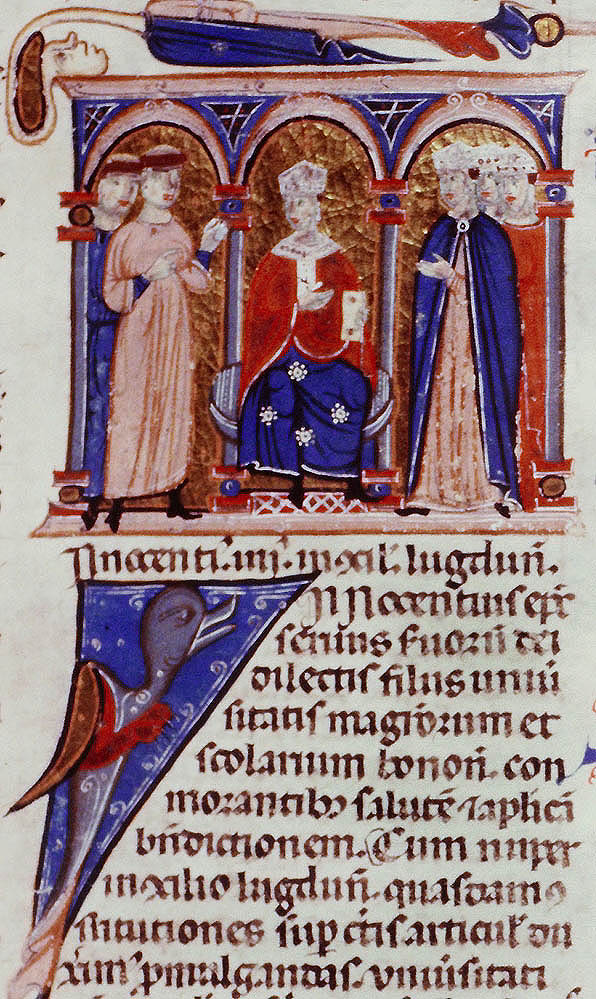
El papa Innocenci IV va enviar emissaris a Mongòlia amb el propòsit de convertir els mongols al Cristianisme.

La invasió mongola d'Europa va acabar el 1242 amb la mort del Gran Khan Ogedei, successor de Genguis Kan. No obstant això, les invasions mongoles a l'oest van desplaçar als corasmis cap a Egipte, els quals van prendre Jerusalem al seu pas el 1244. Això va causar que els reis cristians preparessin una nova croada, decidida el juny de 1245 pel Papa Innocenci IV al primer Concili de Lió, i va fer reviure les esperances que els mongols, que tanta destrucció havien portat l'islam, es convertirien en Cristians i en aliats de la Cristiandat
En 1245, el Papa Innocenci IV va enviar al Franciscà Giovanni da Pian de Carpini a l'"Emperador dels Tàtars". Aquest missatge va inaugurar el que seria un patró regular en les comunicacions entre els mongols i els Cristians El Papa Innocenci li demanava que es convertís en Cristià i que parés les invasions a Europa. El nou Gran Kan, Guyuk, li va respondre al Papa que anés a Mongòlia a prestar-li homenatge.
| «                                                 | Tu has de dir amb un cor sincer: "Serem els teus súbdits; et donarem la nostra força". Tu, en persona, hauràs venir amb tots els teus reis, sense excepció, a rendir homenatge i a prestar servei. Només així admetrem la teva submissió. I si no segueixes l'ordre de Déu, et coneixerem com el nostre enemic. | » |
| — Carta del Gran Khan Guyuk al papa Innocenci IV. | |   |

Aquest patró es va repetir una vegada i una altra durant les següents dècades. El 1245 Innocenci va enviar un altre missatger, el dominic Ascelin de Llombardia, a través d'una altra ruta, amb cartes per al Gran Khan. Aquest missatger es va trobar amb el comandant mongol Baichu prop del mar Caspi el 1247. Baichu, que tenia plans de conquerir Bagdad, va respondre positivament a la possibilitat d'una aliança, i va enviar missatgers a Roma, on van estar durant gairebé un any. Ells es van trobar amb el Papa Innocenci, que una altra vegada va demanar que detinguessin la matança de Cristians.
El 1260 Hülegü, el primer il-kan de Pèrsia va intentar la conquesta de Síria, i va entrar a Alep i Damasc, abandonades pels seus defensors però va haver de tornar a Pèrsia per la mort de Mongke. Els mamelucs van demanar ajuda militar contra els mongols als barons d'Acre, tot i ser els seus enemics tradicionals, però en reconèixer als mongols com l'amenaça més immediata, els croats van optar per una neutralitat prudent, acordant que els mamelucs podien dirigir-se al nord a través dels territoris croats sense ser molestats i acampar a prop d'Acre, i l'exèrcit que va dèixar a Síria va patir la primera gran derrota contra els mamelucs a la batalla d'Ayn Jalut el 3 de setembre de 1260.

## Setena Croada: Sant Lluís i els mongols

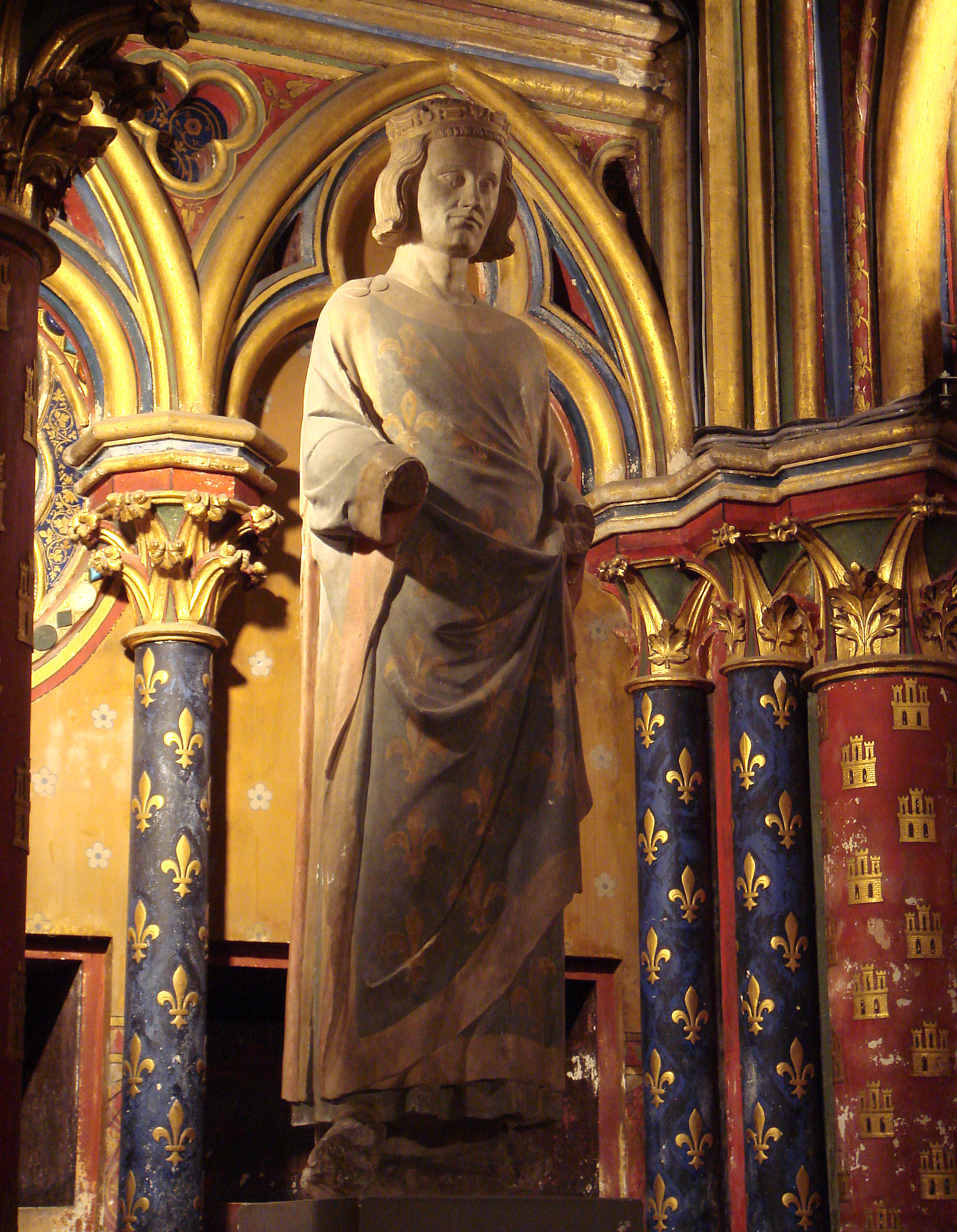
Estàtua de Lluís IX de França a Saint Chapelle, París.

Lluís IX de França, també anomenat Sant Lluís, intercanviar una sèrie de cartes amb el líder mongol i va participar en les croades dues vegades, una el 1248 i una altra el 1270.
Els seus contactes amb els mongols van començar el 1248 amb la Setena Croada. Després de desembarcar a Xipre, Lluís es va entrevistar el 20 de desembre de 1248 amb dos enviats mongols anomenats Marc i David, que li van entregar cartes d'Elijigidei, el governador mongol d'Armènia i Pèrsia. L'historiador medieval Jean de Joinville parla així sobre aquests fets:
| «                                                                         | Mentre el rei estava a Xipre, el Gran Rei dels Tàtars li va enviar missatgers a ell, saludant-cortesia, i dient-li, entre altres coses, que estava a punt per ajudar-lo en la conquesta de Terra Santa per treure-li Jerusalem als Sarraïns. El rei va rebre de bona manera això, i li va respondre enviant-li missatgers a Mongòlia, que li portaven un present: una tenda en forma de capella, i per tractar de convertir al rei al cristianisme, va adornar la tenda amb imatges de la Mare de Déu i d'altres punts del nostre credo. Aquestes coses les van portar al kan mongol dos frares predicadors, que sabien àrab, per ensenyar-li en què hauria de creure . | » |
| — ., " The Memoirs of the Lord of Joinville ", Chap. V, Jean de Joinville | |   |

## Novena Croada
Després del Tractat de Viterbo el 1267, el papa Climent IV i Jaume el Conqueridor van enviar a una carta, portada per Jacme Alaric informant de la propera croada. Al setembre de 1269, Jaume el Conqueridor va sortir de Barcelona amb la seva armada a Terra Santa, però dispersades les seves naus per les tempestes, va haver de renunciar a l'empresa.
El príncep Eduard d'Anglaterra, va començar la seva pròpia croada amb un contingent bastant petit, desembarcant a Acre el 9 de maig de 1271, i comprenent les possibilitats de l'aliança, va enviar immediatament una ambaixada al governador mongol Abaqa, qui com no es podia comprometre en l'ofensiva, va ordenar a les forces mongoles estacionades a Turquia a les ordres de Samagar a atacar Síria per tal de rellevar als croats.
A mitjans d'octubre de 1271, les tropes mongoles van arribar a Síria i van atacar el territori al sud d'Alep, però Abaqa, ocupat en altres conflictes al Turquestan, només va poder enviar al general Samagar amb 10.000 genets mongols de l'exèrcit d'ocupació al Soldanat de Rum, a més de tropes auxiliars seljúcides, però els musulmans que recordaven les campanyes anteriors de Kitbuqa van fugir al Caire. Els mongols van derrotar les tropes turcmanes que protegien Alep i fent fugir la guarnició mameluca de la ciutat, i van continuar l'avanç a Maarat an-Numan i Apamea. El 12 de novembre, quan Baibars havia muntat una contraofensiva des d'Egipte, els mongols ja s'havien retirat més enllà de l'Eufrates, incapaç d'enfrontar-se a l'exèrcit mameluc.

## Final de l'aliança
Sis noves ambaixades entre el 1276 i el 1291 no va donar fruit i el 1297 Mahmud Ghazan abandona els seus projectes contra Egipte, i per a la conversió del kan a l'Islam, i finalment Abu Said Bahadur Khan va signar el tractat comercial a Alep amb els mamelucs el 1322.